# Възнесение Господне (Киев)
„Възнесение Господне“ (на украински: Вознесенська церква) е православен храм в Киев, Украйна, на територията на Байково гробище, построен през 1884 – 1889 г.

## История
От 1841 г. на гробището се намира църквата „Свети Димитър Ростовски“, която е не само гробищна, но и енорийска. С течение на времето, малкият храм не успява да побира всички вярващи при службите и архитектът Владимир Николаев разработва проект за нова църква в неовизантийски стил. За изграждането ѝ са използвани средствата, събрани от гробището за разпределяне на гробовете.
Основите на новата църква са положени през 1884 г., а освещаването е извършено на 5 ноември 1889 г. Старата църква е съборена през 1897 г.
Новият храм е кръстокуполен. През първите години на 20 век в храма работи енорийско училище, а през 1909 г. към храма е открита библиотека.
През юли 1920 г. е регистрирана енорийската община. Впоследствие храмът е предаден на обновленците. В края на 30-те години храмът е затворен, но през 1941 г. богослуженията са възобновени. През 60-те години църквата отново е затворена и превърната в мемориална зала към гробището (стенописите са запазени).
През 1988 г. е сформирана инициативна група, която се стреми да върне църквата на вярващите. На 17 август 1990 г., малко след освещаването на храма, службите в него са възобновени.